# Alonzo J. Ransier

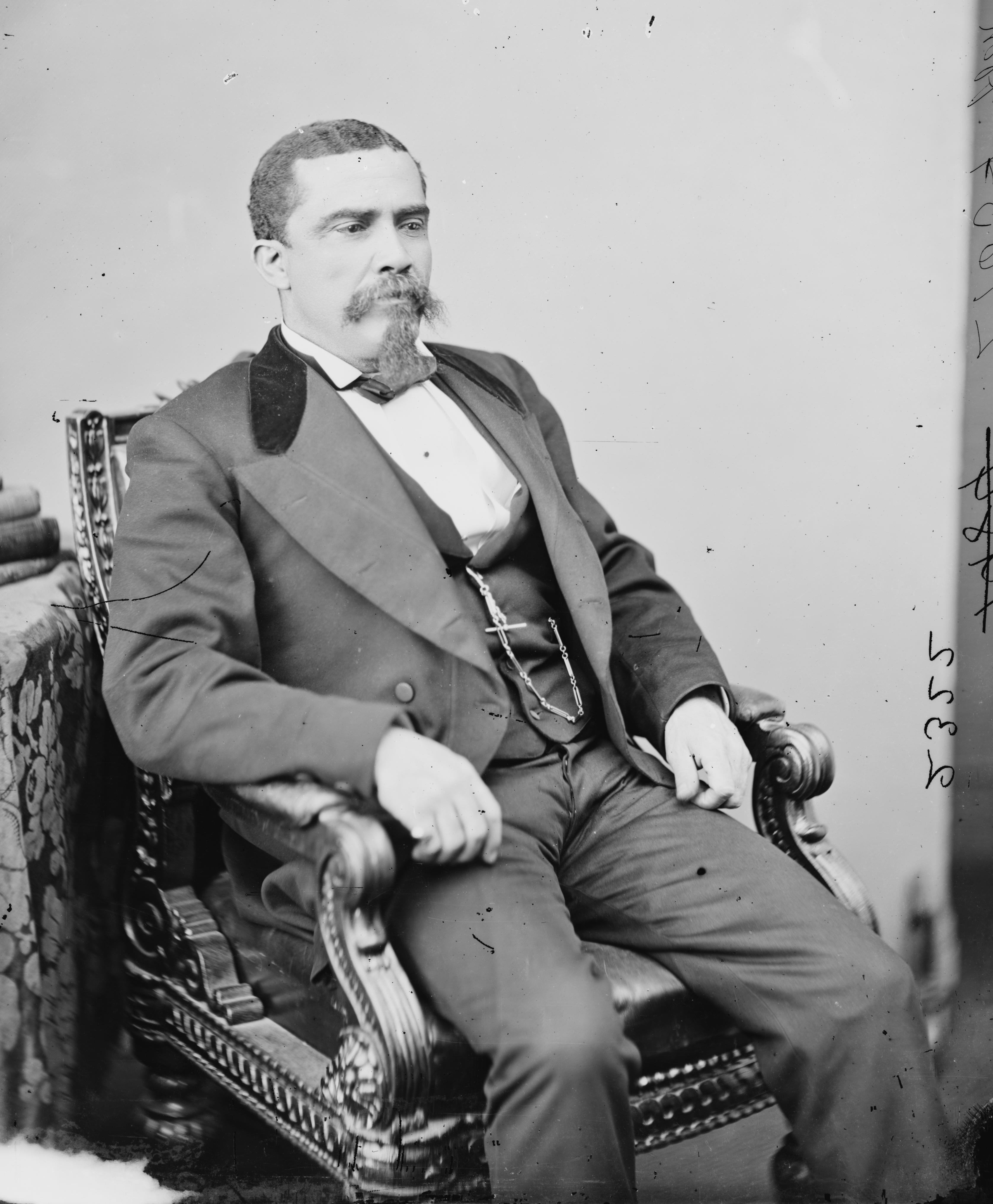
Alonzo J. Ransier

Alonzo Jacob Ransier (* 3. Januar 1834 in Charleston, South Carolina; † 17. August 1882 ebenda) war ein US-amerikanischer Politiker. Zwischen 1873 und 1875 vertrat er den Bundesstaat South Carolina im US-Repräsentantenhaus.

## Leben
Alonzo Ransier wurde im Jahr 1834 als freier Afroamerikaner geboren. Damit war er trotz der damals in South Carolina weitverbreiteten Sklaverei kein Sklave. Er erhielt aber nur eine eingeschränkte Schulausbildung und war ab 1850 beim Warenversand tätig. Nach dem Bürgerkrieg begann Ransier als Republikaner eine politische Laufbahn. Im Jahr 1865 war er Mitglied einer Gleichberechtigungsbewegung in Charleston, die sich Friends of Equal Rights nannte.
In den Jahren 1868 und 1869 saß Ransier als Abgeordneter im Repräsentantenhaus von South Carolina. Gleichzeitig gehörte er auch einer Kommission zur Überarbeitung der Staatsverfassung an. 1870 wurde er zum ersten schwarzen Vizegouverneur von South Carolina gewählt. Im Jahr 1871 war er Präsident einer Versammlung der Südstaaten (Southern States Convention), die in Columbia stattfand. 1872 nahm Ransier als Delegierter an der Republican National Convention in Philadelphia teil, auf der US-Präsident Ulysses S. Grant zur Wiederwahl nominiert wurde. Ransier machte dann für Grant Wahlkampf.
Ebenfalls 1872 wurde Ransier im zweiten Wahlbezirk von South Carolina in das US-Repräsentantenhaus in Washington, D.C. gewählt. Dort trat er am 4. März 1873 die Nachfolge von Robert C. De Large an, der diesen Sitz bis zum 24. Januar 1873 eingenommen hatte, ehe er nach einem Wahleinspruch für vakant erklärt worden war. Im Kongress war Ransier für hohe Einfuhrzölle und gegen eine Gehaltserhöhung der Staatsbediensteten. Er trat außerdem für eine Verlängerung der Amtszeiten des Präsidenten von vier auf sechs Jahren ein, konnte sich damit aber nicht durchsetzen.
Zwischen 1875 und 1876 leitete Alonzo Ransier die Steuerbehörde im zweiten Finanzbezirk von South Carolina. Er starb am 17. August 1882 in seiner Geburtsstadt Charleston.